# Chicago Board Options Exchange
El Chicago Board Options Exchange, ubicado en 400 South LaSalle Street en Chicago, es el mayor mercado de opciones de los Estados Unidos. Su volumen anual de operaciones rondó los 1270 millones de contratos a finales de 2014. CBOE ofrece opciones en más de 2200 empresas, 22 índices bursátiles y 140 Fondos cotizados (ETFs).
El Chicago Board of Trade fundó el Chicago Board Options Exchange en 1973. El primer mercado en comercializar opciones sobre acciones cotizadas en bolsa comenzó su primer día de operaciones el 26 de abril de 1973, en una de las celebraciones de los 125 años del Chicago Board of Trade. El CBOE está regulado por la Securities and Exchange Commission y es propiedad de Cboe Global Markets.

## Contratos ofrecidos
A continuación se enumeran algunas de las opciones que ofrece el CBOE:
- Índice S&P 500 (clave SPX)
- Índice S&P 100 (OEX)
- Dow Jones Industrial Average (DJX)
- Índice NASDAQ-100 (NDX)
- Índice Russell 2000 (RUT)
- SPDR S&P500 (SPY)
- NASDAQ-100 Trust (QQQ)
- Nasdaq Composite (ONEQ)
- S&P Latin American 40 (ILF)
- S&P MidCap 400 (MDY, IJH y símbolo raíz CBOE MID)
- Cohen & Steers Realty Majors Index (ICF)
- Wilshire 5000 (VTI)
- MSCI EMIF (EEM)
- MSCI EAFE (EPT)
- Dow Diamonds Trust (DIA)
- China 25 Índice Xinhua / FTSE (FXI)
- Bolsa de valores de Brasil São Paulo (EWZ)
- Microsoft (MSFT)
- General Electric (GE)
- Altria (MO)
- Bitcoin (XBT)

El CBOE calcula y publica el Índice de Volatilidad CBOE (VIX), el Índice BuyWrite CBOE S&P500 (BXM), y otros índices.